# Зарубинцы (Житомирская область)

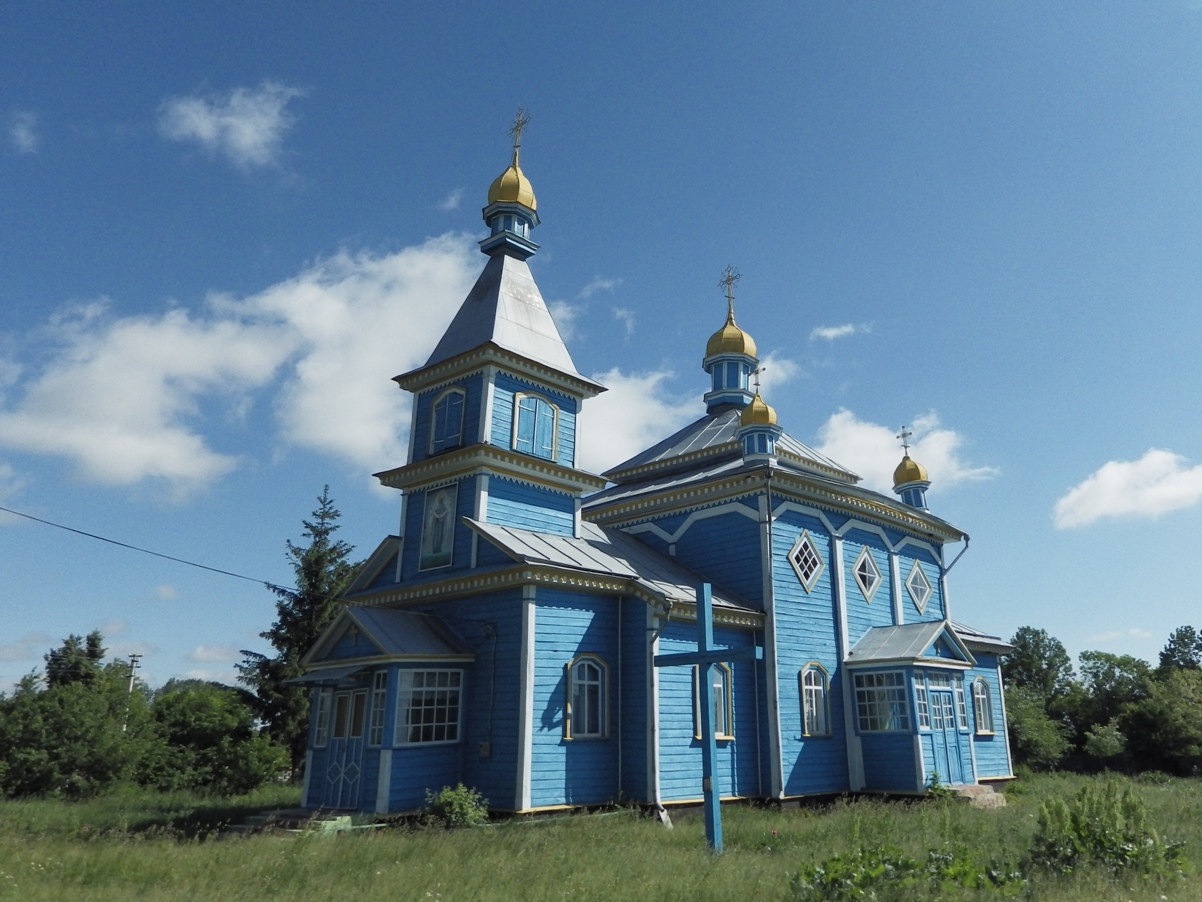
Свято-Покровская церковь (19-20 вв.)

Зару́бинцы (укр. Зарубинці) — село на Украине, находится в Андрушёвском районе Житомирской области.
Код КОАТУУ — 1820384001. Население по переписи 2001 года составляет 904 человека. Почтовый индекс — 13425. Телефонный код — 4136. Занимает площадь 21,9 км².

## Адрес местного совета
13425, Житомирская область, Андрушёвский р-н, с.Зарубинцы, ул.Первомайская, 55